# Leymus sphacelatus
Leymus sphacelatus là một loài thực vật có hoa trong họ Hòa thảo. Loài này được Peschkova mô tả khoa học đầu tiên năm 1985.